# Île aux Aigrettes (Mauritius)
Die Île aux Aigrettes (Insel der Silberreiher) ist eine 26 ha große Insel südöstlich der Insel Mauritius. Sie befindet sich innerhalb des Riffes, ca. 1 km von der Küste vor Mahebourg entfernt.

## Geographie
Im Gegensatz zum Festland, das vulkanischen Ursprungs ist, besteht die Île aux Aigrettes aus Korallenkalk. Hier befinden sich die letzten Überreste des trockenen Küstenwaldes, der einst rund um den größten Teil von Mauritius zu finden war.

### Lage
Die Île aux Aigrettes liegt im Indischen Ozean bei -20.25° Süd und 57.43° Ost und damit südöstlich der Maskareneninsel Mauritius. Sie befindet sich innerhalb des Riffes, ca. 1 km von der Küste vor Mahebourg und 2 km vom Flughafen entfernt.

### Geschichte
Wie das Festland war auch die Ile aux Aigrettes von Baumfällungen und Landrodungen betroffen, und die Einführung exotischer Tier- und Pflanzenarten zerstörte fast die einheimische Fauna und Flora. Im Jahr 1965 wurde die Insel zum Naturschutzgebiet erklärt und intensive Naturschutzbemühungen der Mauritian Wildlife Foundation  führten zur Wiederherstellung des Waldes und zur Wiederansiedlung seltener Arten, die schon lange von der Insel verschwunden waren.

### Flora und Fauna, Naturschutz
Die Insel ist ein Naturschutzreservat der Mauritian Wildlife Foundation, zum Erhalt der nativen Flora der Insel Mauritius und der Maskarenen. Sie dient dem Schutz und der Zucht bestimmter Tierarten, die auf Mauritius endemisch und teilweise fast ausgestorben sind. In diesem Zusammenhang ist vor allem die Rosentaube (Streptopelia mayeri) zu erwähnen, Bedeutung haben aber auch die Aldabra-Riesenschildkröte und der Telfair-Skink (Leiolopisma telfairii). Ursprünglich beherbergte die Île aux Aigrettes auch eine Zucht des Mauritiusfalken (Falco punctatus); diese wurde aber auf die Hauptinsel verlagert.

## Wirtschaft und Tourismus
Die Mauritian Wildlife Foundation betreibt auf der Insel, die nur mit vorab erteilter Erlaubnis betreten werden darf, ein kleines Besucherzentrum, das in Form von Skulpturen ausgestorbene endemische Arten präsentiert, darunter die Mauritius-Fruchttaube. 